# Segersmedaljen (Storbritannien)

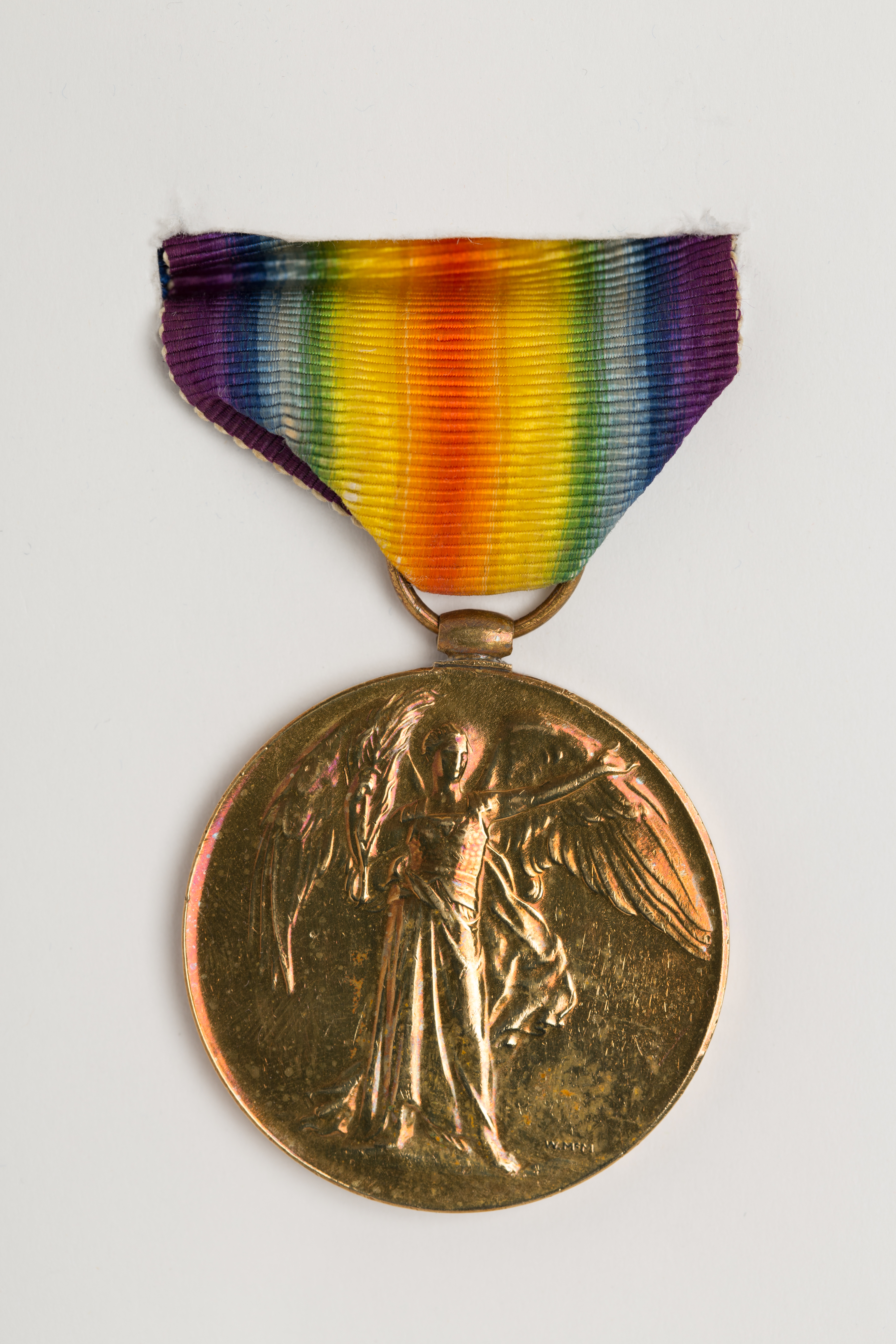
Medaljen

Segersmedaljen (engelska: Victory Medal) är en brittisk militärmedalj som instiftades år 1919. Medaljen beviljades till dem som var i aktiv militärtjänst under det första världskriget, mellan den 5 augusti 1914 och 11 november 1918. Medaljens mottagare måste ha redan mottagit åtminstone en av följande utmärkelser: 1914-stjärnan, 1914–1915-stjärnan eller brittiska krigsmedaljen. Sammanlagt mottog över 5,7 miljoner brittiska soldater segersmedaljen.
Den brittiska segersmedaljen var en del av Ententens gemensamma segersmedaljer. Medaljernas band var likadan mellan olika länder men själva medaljer var olika.
Medaljen delades bara i en grad:
- medaljens band